# Noviglio
Noviglio ist eine italienische Gemeinde mit 4541 Einwohnern (Stand 31. Dezember 2023) in der Metropolitanstadt Mailand, Region Lombardei.
Die Nachbarorte von Noviglio sind Gaggiano, Zibido San Giacomo, Rosate, Vernate und Binasco.

## Demografie
Noviglio zählt 1301 Privathaushalte. Zwischen 1991 und 2001 stieg die Einwohnerzahl von 2183 auf 3025. Dies entspricht einem prozentualen Zuwachs von 38,6 %.